# Homoanarta falcata
Homoanarta falcata là một loài bướm đêm trong họ Noctuidae.